# Waldemar Tode

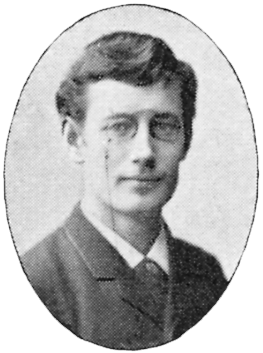
Waldemar Tode.

Knut Gustaf Waldemar Tode, född 26 november 1859 i Kalmar, död 10 april 1900 i Alger, Algeriet., var en svensk målare och tecknare. 
Han var son till kontraktsprosten Gustaf Theodor Tode och Christina Lovisa Nylander. Tode visade tidigt anlag för teckning och målning och utförde 16-årsåldern en altartavla för kyrkan i Arby. Vid mitten av 1870-talet flyttade an till Göteborg där han fick anställning som retuschör vid en fotoateljé. Han studerade konst vid Slöjdföreningens skola 1877–1879 och vid Konstakademien Stockholm 1880–1882. Som många av opponentgenerationens akademielever valde han att fortsätta sin utbildning utomlands och reste först till Tyskland innan han fortsatte till Paris där han vistades 1885–1886. Han tillhörde opponenterna och var en av undertecknarna till opponentskrivelsen 1885 och var medlem och ledamot i den nybildade Konstnärsförbundet 1886–1896. Han kom inte att göra någon större insats som konstnär eftersom han tidigt insjuknade i lungtuberkulos och för att bo i ett mildare klimat flyttade han 1887 till Algeriet. Han medverkade i Norrlands konstförenings utställningar i Söderhamn och Sundsvall 1885, konstutställningen på Valand i Göteborg 1886 och med några enstaka målningar i Stockholms konstförenings utställning, i Alger ställde han ut separat 1889. Hans konst består av kabyler, basarer och stadsmiljöer från Algeriet samt från Sverigetiden interiörer, porträtt, stadsbilder och landskapsmåleri. Tode är representerad vid Stockholms stadsmuseum och Krusenstiernska gården i Kalmar.